# Fernando Kanapkis
Fernando Alfredo Kanapkis García (født 6. juni 1966 i Montevideo, Uruguay) er en tidligere uruguayansk fodboldspiller (forsvarer).
Han spillede mellem 1992 og 1993 20 kampe for Uruguays landshold, hvori han scorede fem mål. I 1993 repræsenterede han sit land ved Copa América.
På klubplan spillede Kanapkis blandt andet i hjemlandet hos Danubio og Nacional, og i Brasilien hos Atlético Mineiro.

## Klubber
- Fenix de Montevideo
- Danubio FC
- Textil Mandiyú
- Nacional
- Clube Atlético Mineiro
- Huracán Buceo
- Rampla Juniors
- Paysandú Bella Vista
- Racing Club de Montevideo